# Jan Willem Snippe
Jan Willem Snippe (Heemskerk, 21 maggio 1986) è un pallavolista olandese.
Gioca nel ruolo di schiacciatore nel Lupi Santa Croce.

## Palmarès

### Club
- Coppa Italia: 2

2007-08, 2008-09
- Supercoppa italiana: 1

2008
- Coppa Italia di Serie A2: 1

2017-18

### Nazionale (competizioni minori)
- European League 2006

### Premi individuali
- 2008 - Supercoppa italiana: MVP